# Wabienie
Wabienie – zespół czynności dokonywanych przez myśliwego, mających na celu sprowokowanie danego zwierzęcia do zbliżenia się lub odpowiedzi głosowej. Najczęściej polega na naśladowaniu odgłosów zwierzęcych (m.in. ptasich).